# Talang Donok Satu
Talang Donok Satu is een bestuurslaag in het regentschap Lebong van de provincie Bengkulu, Indonesië. Talang Donok Satu telt 483 inwoners (volkstelling 2010).